# Pau Echaniz
Pau Echaniz Pal (San Sebastián, 29 maggio 2001) è un canoista spagnolo, specializzato nel kayak slalom, vincitore del bronzo olimpico nel K1 slalom a Parigi 2024.

## Biografia
Ai Giochi europei di Cracovia 2023 è salito sul terzo gradino del podio nel K1 a squadre, con David Llorente e Miquel Travé.
Ha rappresentato la Spagna ai Giochi olimpici estivi di Parigi 2024, dove ha vinto la medaglia di bronzo nello slalom K1, precededuto sul podio dall'italiano Giovanni De Gennaro e dal francese Titouan Castryck.

## Palmarès
- Giochi olimpici

Parigi 2024: bronzo nel K1;
- Giochi europei

Cracovia 2023: oro nel K1 a squadre;